# Michael Johansen (atlet)
 For alternative betydninger, se Michael Johansen. (Se også artikler, som begynder med Michael Johansen)
Michael Johansen (født 6. august 1975) er en dansk atlet.
Johansen kom til Københavns IF fra Hellas Roskilde som 20-årig i 1995. Største meriter er sejren i de to danske indendørs mesterskaber i kuglestød 2001 og 2004 og sejren i diskoskast 2009. Han har været på landsholdet i kuglestød i Europa cuppen to gange.

## Danske mesterskaber
- Sølv 1998 Kuglestød inde 14,35
- Sølv 2001 Kuglestød 17,10
- Bronze 2001 Diskoskast 50,24
- Guld 2001 Kuglestød inde 16,35
- Sølv 2002 Diskoskast 48,14
- Bronze 2002 Kuglestød 16,48
- Sølv 2003 Kuglestød 16,82
- Bronze 2003 Diskoskast 49,42
- Sølv 2003 Kuglestød inde 16,40
- Sølv 2004 Kuglestød 17,79
- Sølv 2004 Diskoskast 50,28
- Guld 2004 Kuglestød inde 16,97
- Sølv 2005 Kuglestød 17,22
- Sølv 2005 Diskoskast 50,29
- Sølv 2005 Kuglestød inde 17,11
- Bronze 2006 Kuglestød 16,59
- Bronze 2006 Kuglestød inde17,14
- Sølv 2007 Kuglestød inde 17,15
- Sølv 2008 Diskoskast
- Guld 2009 Diskoskast 50.43
- Sølv 2009 Kuglestød inde
- Sølv 2010 Kuglestød 17,23

|  | Artiklen om Michael Johansen (atlet) kan blive bedre, hvis der indsættes et (bedre) billede Du kan hjælpe ved at afsøge Wikimedia Commons for et passende billede eller uploade et godt billede til Wikimedia Commons iht. de tilladte licenser og indsætte det i artiklen. |

| Atletikudøver | Spire Denne biografi om en dansk atletikudøver er en spire som bør udbygges. Du er velkommen til at hjælpe Wikipedia ved at udvide den. |